# Łarisa Bogoraz
Łarisa Iosifowna Bogoraz (ros. Лари́са Ио́сифовна Богора́з), właściwie Bogoraz-Bruchman (ros. Богораз-Брухман; ur. 8 sierpnia 1929 w Charkowie, zm. 6 kwietnia 2004 w Moskwie) – radziecka działaczka opozycji demokratycznej w czasach ZSRR, lingwista, kandydat nauk filologicznych, nauczyciel akademicki żydowskiego pochodzenia.

## Życiorys
Była córką działacza partii komunistycznej. Była z wykształcenia filologiem, ukończyła studia na Uniwersytecie Charkowskim. Od 1950, po ślubie z pisarzem Julijem Danielem, mieszkała w Moskwie. Do 1961 roku uczyła języka rosyjskiego w szkołach średnich. W latach 1961–1964 była aspirantką Instytutu Języka Rosyjskiego, gdzie w 1965 roku obroniła rozprawę kandydacką. W latach 1964–1965 mieszkała w Nowosybirsku i wykładała językoznawstwo ogólne w Nowosybirskim Uniwersytecie Państwowym.
Przyłączyła się do ruchu obrony praw człowieka po aresztowaniu jej męża w 1965; został on zwolniony w 1970 r., wkrótce potem rozwiedli się. W sierpniu 1968 Bogoraz wzięła udział w demonstracji dysydentów radzieckich na Placu Czerwonym w Moskwie w proteście przeciw inwazji w Czechosłowacji. Została za to skazana na cztery lata pracy przymusowej na Syberii.
Po powrocie do Moskwy w 1972 r. kontynuowała pracę w ruchu demokratycznym, brała m.in. udział w publikacji w drugim obiegu biuletynu informacyjnego „Kronika Wydarzeń Bieżących”. W 1975 r. wystosowała list do szefa KGB Jurija Andropowa z żądaniem odtajnienia archiwów instytucji.
Utrzymywała kontakt z ośrodkami prodemokratycznej emigracji rosyjskiej, m.in. z wydawnictwem „Kontinent”. Współredagowała publikowany cykl opracowań o zbrodniach stalinowskich „Pamięć”. Zaangażowała się w obronę więźniów politycznych, szczególnie po aresztowaniu jej drugiego męża, Anatolija Marczenki (zmarłego w więzieniu w 1986 r. po strajku głodowym).
Pozostała aktywną działaczką ruchu praw człowieka także po upadku ZSRR, kierowała Moskiewską Grupą Komitetu Helsińskiego oraz Seminariami Praw Człowieka, rosyjsko-amerykańską organizacją pozarządową. Występowała z zapytaniami i interwencjami do czołowych polityków rosyjskich, m.in. Grigorija Jawlinskiego.
Autorka wielu publikacji. Jelena Bonner, wieloletnia dysydentka i wdowa po Andrieju Sacharowie, nazwała Łarisę Bogoraz „jedną z najjaśniejszych postaci w ruchu obrony praw człowieka w Związku Sowieckim i Rosji”.
Została pochowana na Cmentarzu Nikoło-Archangielskim pod Moskwą.